# لانه‌کن پشت‌سبز
لانه‌کن پشت‌سبز (نام علمی: Trogon viridis) نام یک گونه از سرده لانه‌کن‌های اصلی است.

## نگارخانه

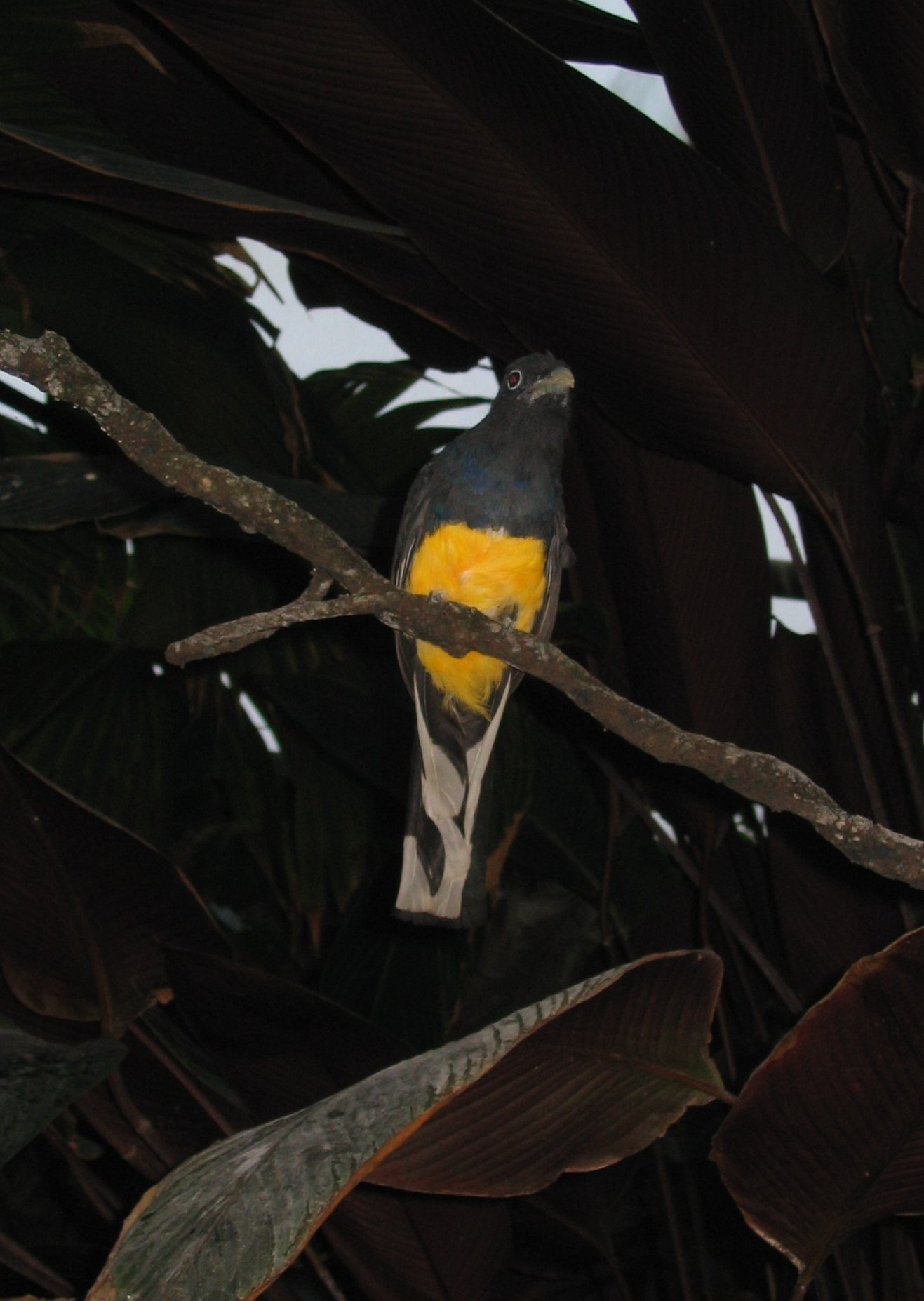